# Šmartno, Cerklje na Gorenjskem
Šmartno este o localitate din comuna Cerklje na Gorenjskem, Slovenia, cu o populație de 139 de locuitori.